# 1506 км
1506 км (рос. 1506 км) — селище у складі Оренбурзького району Оренбурзької області, Росія.

## Населення
Населення — 46 осіб (2010; 50 у 2002).
Національний склад (станом на 2002 рік):
- росіяни — 56 %